# Kirby (Teksas)
Kirby je grad u američkoj saveznoj državi Teksas. Prema popisu stanovništva iz 2010. u njemu je živjelo 8.000 stanovnika.